# 말에서 내리지 않는 무사
말에서 내리지 않는 무사는 한국의 만화가, 허영만의 웹툰이다. 2010년부터 2012년까지 다음 만화속 세상에서 연재되었고 김영사에서 출간되었다.

## 개요
허영만이 방대한 몽골을 취재해서 연재했던 웹툰. 칭기즈칸의 인생을 다루어, 그의 출생 때부터 죽을 때까지의 몽골 제국 건국과 타 제국의 흥망을 다루고 있다. 특필할 점은, 원조비사 같은 몽골의 당대 서적을 원전으로 하고 있다는 점이다.

## 여담
- 이 작품도 스토리 작가가 따로 있다.
- 후기에 몽골인에 대해 다루는 기사가 실려 있다.